# Mantícora (pel·lícula)
Mantícora és una pel·lícula de 2022 de suspens i drama psicològic dirigida i escrita per Carlos Vermut i protagonitzada per Nacho Sánchez i Zoe Stein.
Barrejant característiques del mumblecore i la tragèdia, a més de tractar l'hamartia del protagonista, la trama segueix la relació romàntica d'un dissenyador de videojocs (Sánchez) amb una estudiant d'història de l'art (Stein), que amb el primer creu que té per fi oportunitat de ser feliç i d'aplacar els seus obscurs impulsos acabats de despertar.
Mantícora es va estrenar mundialment al Festival Internacional de Cinema de Toronto de 2022. Va obtenir 4 nominacions als 37è Premis Goya (Director, Guió Original, Actor Protagonista i Actriu Revelació).

## Repartiment
- Nacho Sánchez com a Julián[2]
- Zoe Stein com a Diana[2]
- Vicenta Ndongo[2]
- Aitziber Garmendia[2]
- Miquel Insua[2]
- Ángela Boix[2]
- Catalina Sopelana[3]
- Javier Lago[3]
- Álvaro Sanz Rodríguez[4]
- Patrick Martino[3]

## Producció
El guió va ser escrit per Carlos Vermut. El projecte va ser motivat com una adaptació de pel·lícules clàssiques d'homes llop, sota la premissa que originalment buscaven retratar "humans manejant desitjos sexuals prohibits", amb la ficció, abordant així el tema de la pedofília com una maledicció, retratant així mateix formes sobre com un pedòfil pot intentar "enganyar" aquest impuls prohibit amb proxies (com la realitat virtual o un objectiu substitutiu que sigui un nen semblant) a la societat actual. Vermut va explicar que la idea original de la pel·lícula va sorgir de la història d'una amiga lesbiana amb certa semblança a Justin Bieber que es va sentir utilitzada en una relació perquè va descobrir que el doble era la raó per la qual la seva parella estava amb ella. Vermut va declarar que "crec que és la meva pel·lícula amb més nivells d'incomoditat. M'agrada enfrontar-me a les coses que em fan por a través del cinema. I suposo que mirar al Julián als ulls és una manera d'afrontar-ho".
La pel·lícula fa referències a les Pintures negres de Francisco de Goya així com a Alfonso Ponce de León, en certa al·lusió a la tragèdia que espera al protagonista.
Alana Mejía González va assumir les funcions de fotografia per primera vegada en un llargmetratge. La pel·lícula va ser produïda per Aquí y Allí Films, Bteam Prods, Magnética Films, Punto Nemo AIE, Estonia's 34t Cinema, amb la participació de TV3, RTVE, i Movistar Plus+. El rodatge va començar el 27 de maig de 2021 a Madrid. També es va rodar en indrets de l'Alt Penedès. El rodatge ja havia acabat el juliol del 2021.

## Alliberament
Estava previst que la pel·lícula s'estrenés mundialment en la 47a edició del Festival Internacional de Cinema de Toronto, el 13 de setembre de 2022, dins de la selecció "Contemporary World Cinema". Posteriorment s'estrenarà als Estats Units al Fantastic Fest d'Austin. També formarà part de la programació de la 66a edició del BFI London Film Festival i de la 55a edició del Festival de Sitges, així com de la 35a edició del Festival Internacional de Cinema de Tòquio (en la seva estrena asiàtica). Distribuïda per BTeam Pictures, la seva estrena a cinemes a Espanya estava prevista per al 4 de novembre de 2022, i després es va reprogramar per al 9 de desembre de 2022. Film Factory s'encarrega de les vendes internacionals a altres països.

## Recepció
Segons el lloc web d'agregació de ressenyes Rotten Tomatoes, Mantícora té una puntuació d'aprovació del 100% basada en 7 comentaris de la crítica, amb una valoració mitjana de 9,8/10.
Shelagh Rowan-Legg de ScreenAnarchy va considerar que Mantícora era "brutal, inflexible, precisa i sensible", i no ha pogut evitar sentir-se "horroritzada i hipnotitzada a parts iguals" amb la història.
Alfonso Rivera de Cineuropa ha assenyalat que, malgrat les possibles objeccions d'alguns espectadors sobre un caràcter "amoral o escandalós", la història aconsegueix abordar la qüestió de "la necessitat d'afecte que tots tenim", preguntant-se si aquesta és "la més brillant, història d'amor artificiosa i terrible al cinema d'avui".

### Les deu millors llistes
La pel·lícula va aparèixer a les deu millors llistes de la crítica de les millors pel·lícules del 2022;
- 4a — El País (Eneko Ruiz Jiménez)[29]
- 6a — El Confidencial (Marta Medina del Valle)[29]
- 6a — Europa Press (Israel Arias)[29]
- 6a — Cinemanía (Daniel de Partearroyo)[29]
- 6a — TVG (Ángel Suanzes)[29]
- 8a — Antena 3 (Gonzalo del Prado)[29]
- 8a — Agencia EFE (Alicia García Arribas)[29]
- 10a — Fotogramas (Juan Silvestre)[29]

A més, també va aparèixer a les deu primeres llistes de les millors pel·lícules europees del 2022;
- 1a — Cineuropa (Júlia Olmo)[30]
- 2a — Cineuropa (Alfonso Rivera)[30]
- 4a — Cineuropa (Cristóbal Soage)[30]
- 5a — Cineuropa (David González)[30]